# Trachyxiphium vagum
Trachyxiphium vagum är en bladmossart som beskrevs av William Russell Buck 1987. Trachyxiphium vagum ingår i släktet Trachyxiphium och familjen Hookeriaceae. Inga underarter finns listade i Catalogue of Life.